# Уайт Харт Лейн
«Уа́йт Харт Лейн» (англ. White Hart Lane) — бывший стадион в Лондоне. Был домашним стадионом команды «Тоттенхэм Хотспур», вмещал 36 240 зрителей. Был построен в сентябре 1899 года.

## История

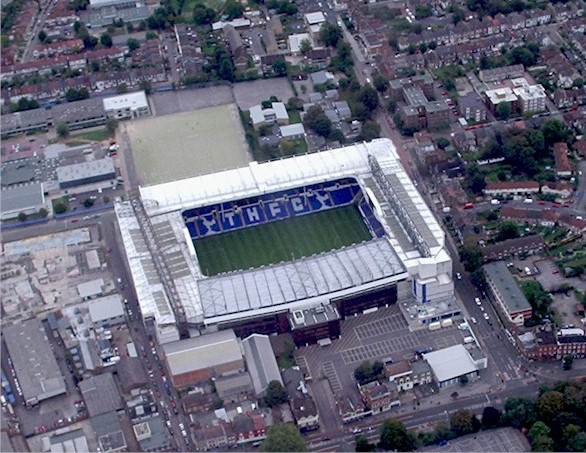
«Уайт Харт Лейн»

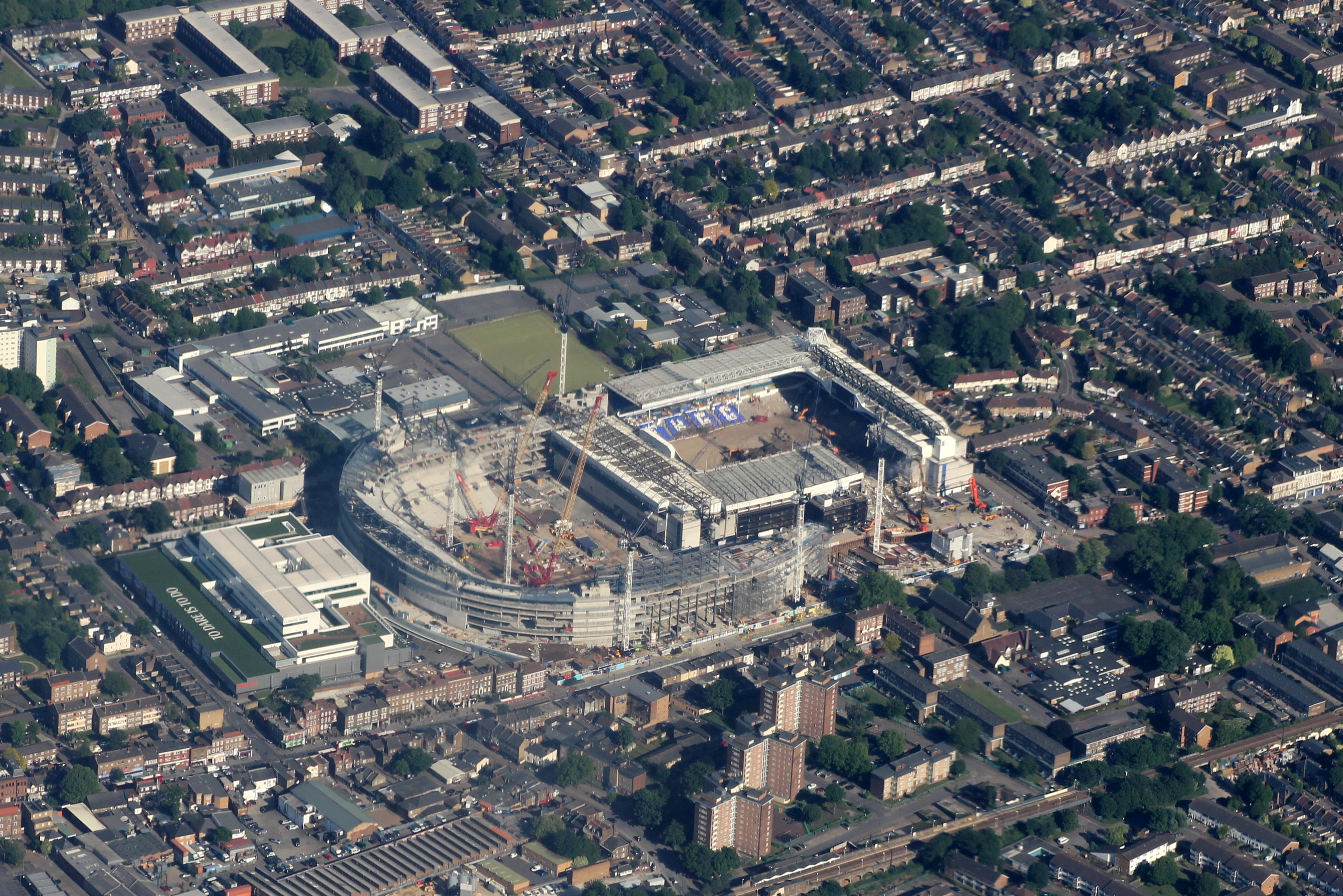
«Уайт Харт Лейн» в мае 2017 года рядом со строящимся новым стадионом,. Западная и восточная трибуны частично снесены.

С 1899 года являлся первым домашним стадионом футбольного клуба «Тоттенхэм Хотспур». 
В 2016 году начался демонтаж части трибун стадиона в связи с тем что клуб «Тоттенхем Хотспур» строит для себя новую арену; при этом игры на данном стадионе продолжали проводиться. 14 мая 2017 года «Тоттенхэм» провёл свой последний матч на «Уайт Харт Лейн», в котором «Тоттенхэм» победил «Манчестер Юнайтед» со счётом 2:1; после финального свистка болельщики выбежали на поле. Менее чем через сутки по окончании матча начался снос «Уайт Харт Лэйн». В сезоне 2017/18 «Тоттенхэм» в качестве домашнего использовал стадион «Уэмбли». Переезд на новую арену, которая была построена на месте «Уайт Харт Лейн» и получила название «Тоттенхэм Хотспур» состоялся весной 2019 года.

## Вместимость
- Западная трибуна (англ. West Stand) — 6890 зрителей.
- Северная трибуна (англ. North Stand) — 10 086 зрителей.
- Восточная трибуна (англ. East Stand) — 10 691 зрителей.
- Южная трибуна (англ. South Stand) — 8573 зрителей.